# Hauswirtschaft
Der Ausdruck Hauswirtschaft bezeichnet die in einem Haushalt oder einem Großhaushalt in Betracht zu ziehenden ökonomischen, technischen, ökologischen und sozialen Aspekte und Tätigkeiten. Hauswirtschaft (älter auch Haushaltung) bezeichnet auch die bis ins 19. Jahrhundert hinein dominierende Wirtschaftsform. Sie bezieht sich auf das Haus in seiner Gesamtheit als Ort des Wohnens und der Arbeit. Somit bildet heute die Hauswirtschaft neben der Betriebswirtschaft und der Volkswirtschaft eine der grundlegenden ökonomischen Ebenen der modernen Gesellschaft.

## Definition
Hauswirtschaft bezeichnet heute die professionelle, verantwortungsvolle Wirtschaftsführung im privaten Haushalt, wie auch in den städtischen und ländlichen Klein-, Mittel- oder Großbetrieben. Dazu gehören Einrichtungen für Kinder, Jugendliche, Senioren und Menschen mit Beeinträchtigung, Sozialstationen, Kranken-, Erholungs- und Rehabilitationseinrichtungen, Tagungsstätten, Jugendherbergen, Hotels, Restaurants und Dienstleistungszentren (Großwäschereien, Cateringunternehmen, Servicegesellschaften).
Professionelle Hauswirtschaft beinhaltet die Planung und die Organisation des gesamten hauswirtschaftlichen Bereiches, wie Küche, Wäscheversorgung, Schneiderei/Näherei, Gebäudereinigung und je nach Ausbildungsgrad die Mitarbeiterführung und Ausbildung von hauswirtschaftlichem Nachwuchs sowie Beratungstätigkeiten.
Hauswirtschaftliche Fach- und Führungskräfte sind verantwortlich für die optimale Versorgung der Klientel, für die Einhaltung hygienischer Gesetze und der Arbeitssicherheit, für den Umweltschutz und die Einhaltung des Budgets.
Wissenschaftliche Lehre (Haushaltslehre) und Forschung mit Bezug zur Hauswirtschaft stellt einen Teilbereich der Ökotrophologie (Haushalts- und Ernährungswissenschaften) als Studienfach dar. Die korrekten Berufsbezeichnungen der Ausbildungsberufe lauten: Hauswirtschafter/-in, bzw. Wirtschafter/in.

## Geschichte

### Spätmittelalter und Frühe Neuzeit
Reine Haushaltslehren kamen vereinzelt erst im 12. Jahrhundert auf. In der frühen Neuzeit gab es vermehrt verschiedene Schriften, die sich mit Haushaltsführung, Hauswirtschaft, Haushaltslehre bzw. Haushaltungslehre beschäftigen, so etwa die an den Hausherrn und untergeordnet auch an die Hausherrin gerichtete sogenannte Lehre vom Haushaben (als Kompilation in der zweiten Hälfte des 15. Jahrhunderts als „Haussorge“ publiziert). Hierbei handelt es sich um eine seit 1410 erfolgte deutschsprachige Bearbeitung der vom Spätmittelalter bis ins 16. Jahrhundert verbreiteten Epistola de gubernatione rei familiaris, genannt auch (so in Der Ring von Heinrich Wittenwiler) Epistola de cura (et modo) rei familiaris. Die Epistel De cura et modo rei familiaris ist eine wohl 1477 erstmals gedruckt erschienene, Sätze wie mittelhochdeutsch „Ich wil hus halten“ (Absichtserklärung eines Educandus, an den die Lehren gerichtet sind) enthaltende, fälschlich Bernhard von Clairvaux zugeschriebene, Haushaltslehre. Dieser Pseudo-Bernhard-Brief ist auch bekannt als „Hausordnung“ (wie von Cossar verwendet) oder (wie im Verfasserlexikon) „Das Haushalten“ (1488 erschien in München die deutsche Übersetzung S. Bernardus Haushalten von Benedict Buchpinder). Um 1495 erschien ein von Hans Mayr veröffentlichtes Flugblatt Bie man sol hausz halten und 1525 in Sachsen von Hieronymus Emser Von der hauszhaltung, eine Übersetzung des Oikonomikos des antiken griechischen Autors Xenophon.

### Die Hauswirtschaft im 19. Jahrhundert

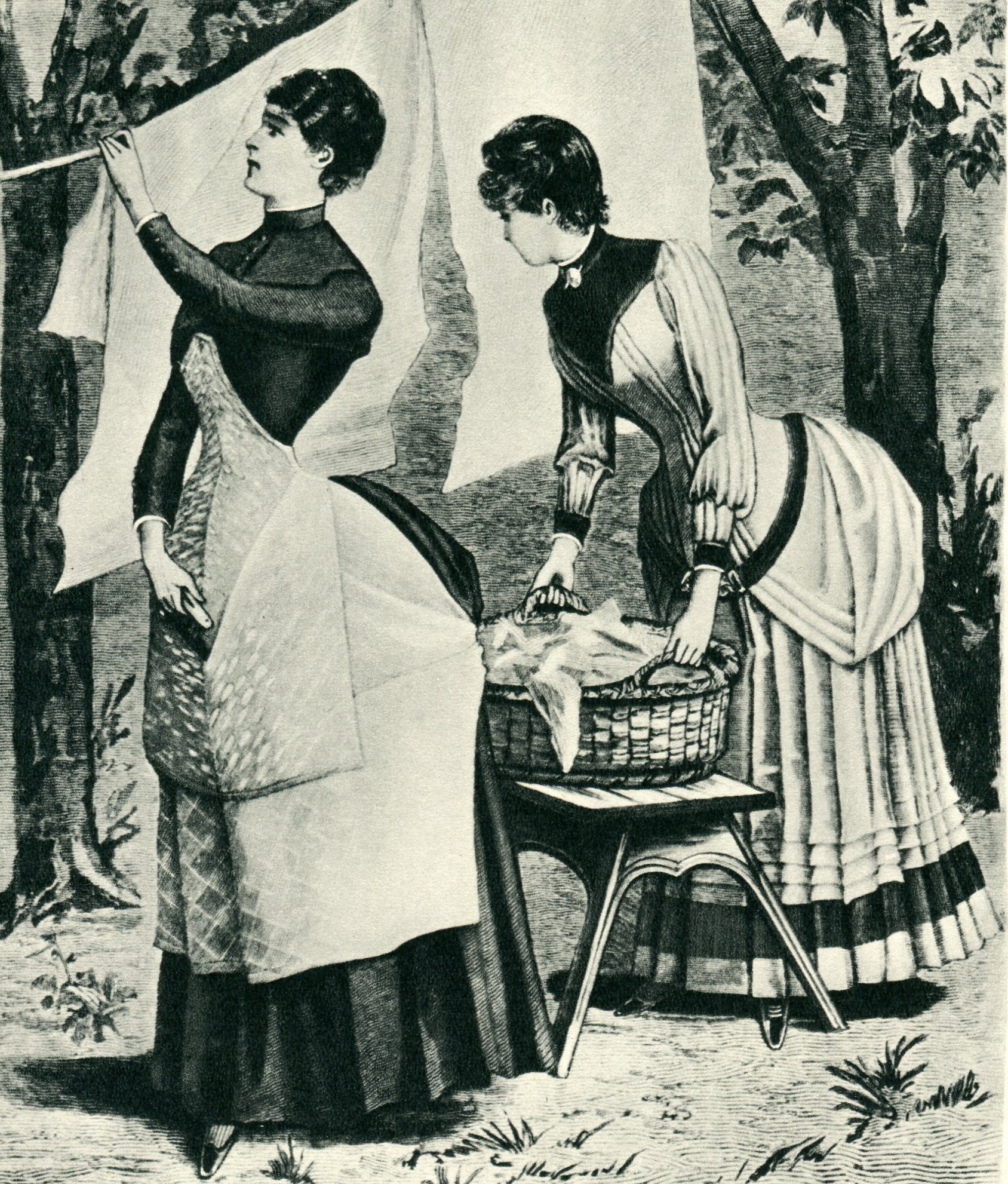
Hausfrauen am Waschtag um 1890

Im 19. Jahrhundert gehörten zur Hauswirtschaft folgende Bereiche (nach Henriette Davidis):
Kochen, Einkochen, Einschlachten, Wurstmachen, Pökeln, Milchwesen, Viehhaltung, Kindererziehung, Umgang mit Dienstboten, Buchführung, Reinigung von Räumen, Geräten und Wäsche, Anfertigen und Behandeln des Bettwerks einschließlich der Matratzen, das Konservieren der Garderobe, das Nähen, Flicken und Stopfen der Kleidung, Spülen des Geschirrs und Bestecks, Heizen, Reparaturen von Geräten und in Räumen, Vorbereitung von Umzügen, Einkauf, Färben von Textilien und Kleidung, Tapezieren, Anstrich und Politur von Möbeln, Ungezieferbekämpfung.
Eine Wegbereiterin für den Beruf der Hauswirtschafterin war die Königsberger Künstlerin Helene Neumann (1874–1942).
Der Lette-Verein in Berlin richtete 1878 hauswirtschaftliche Ausbildungsgänge ein und bildete ab 1896 Hauswirtschaftslehrerinnen aus. Heute werden dort Ausbildungen im Bereich Ernährung und Versorgung angeboten.

### Die Lebensreform um 1900

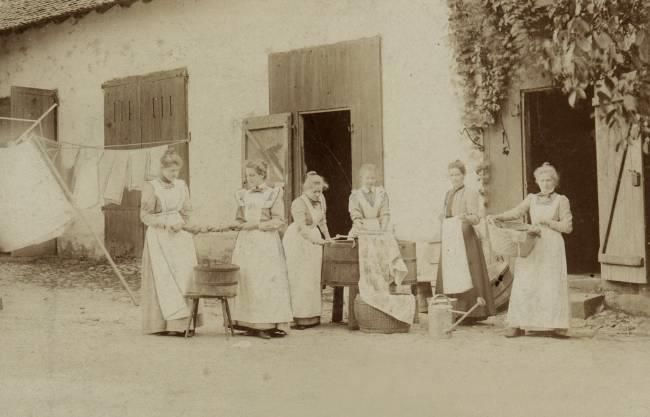
Seminaristinnen der Reifensteiner Schule Ofleiden 1898 bei der Wäschepflege

Die Lebensreform fiel zusammen mit der Frauenbewegung. Beide setzten sich das Ziel, die Hausarbeit zu reduzieren. Die Wohnung sollte verkleinert, die aufwändige Dekoration radikal reduziert und die Kleidung vereinfacht werden. Funktionale Einbaumöbel sollten das stundenlange Staubwischen überflüssig machen. Die Pläne der Hauswirtschaftsreformatorinnen gingen sogar dahin, das Kochen in der eigenen Wohnung überhaupt abzuschaffen, Großküchen und Wäschereien sollten die Arbeit der Hausfrauen und Dienstmädchen ersetzen. Ein besonderes solches Modell war das Einküchenhaus.
Wichtige Vertreterinnen waren:
- Ulrike Henschke, die eine Fortbildungsschule für Dienstmädchen gründete,
- Hedwig Heyl (1850–1934), die die erste Haushaltungsschule gründete und das erste wissenschaftlich gefasste Koch- und Ernährungsbuch schrieb,
- Elise Hannemann, die am Berliner Lette-Verein die hauswirtschaftlichen Ausbildungsgänge prägte,
- Henriette Davidis (1801–1876), die als Hauswirtschaftslehrerin tätig war und zahlreiche Bücher für die Ausbildung von Frauen des Bürgertums schrieb,
- Lina Morgenstern (1830–1909), die als eine der ersten Vorkämpferinnen der Frauenbewegung und der sozialen Hilfsarbeit bekannt wurde und 1866 die erste Berliner Volksküche einrichtete, 1872 den Berliner Hausfrauenverein gründete und 1878 die erste Kochschule des Berliner Hausfrauenvereins eröffnete.

Realisiert wurden warme Mittagsmahlzeiten in Kindergärten und Schulen und es entstanden – im Zusammenhang mit der Frauenbewegung – sogenannte Haushaltsschulen, in denen junge, bürgerliche Frauen als spätere Hausfrau und Ehefrau hauswirtschaftliche Fähigkeiten, wie Kochen, Backen, Nähen, Handarbeiten und Putzen erlernten. In der Zeit um 1900 entwickelten sich auch die ersten Lehrbücher für den hauswirtschaftlichen Unterricht. Zunächst wurde diese Ausbildung jedoch nicht als Beruf, sondern eher als eine Vorbereitung auf die Ehe angesehen. Aber trotz aller Reformbemühungen blieb es dabei: Wer es sich leisten konnte, stellte nach wie vor eine Haushälterin oder Hausgehilfin („Dienstmädchen“) ein.
Da der Besuch einer Haushaltsschule vielfach kostenpflichtig war, konnte ihn sich vorwiegend das mittlere Bürgertum für seine Töchter leisten, Frauen aus einfacheren Verhältnissen gingen bis zu ihrer Heirat „in Stellung“, das heißt, sie arbeiteten als Dienstmädchen in einem gehobenen Haushalt oder in einem hauswirtschaftlichen Betrieb (Hotel, Sanatorium usw.), um die entsprechenden Tätigkeiten zu erlernen und um ihren Lebensunterhalt zu verdienen.
Hauswirtschaftliche Bildung wurde als Teil der Fürsorgepflicht von Frauen verstanden, fand gesellschaftlich jedoch keine hohe Anerkennung. Eine erwerbstätige Frau, die z. B. als Haushälterin, Wäscherin, Näherin oder Reinigungskraft arbeitete, durfte ihre Rolle als Hausfrau und Mutter in der Familie nicht vernachlässigen.
Aus diesen ursprünglich auf den Privathaushalt abgestimmten Tätigkeiten entwickelten sich dann hauswirtschaftliche Berufe mit unterschiedlichen Funktionen, wie z. B. die Haushälterin, die Gouvernante, die Beschließerin, die Hauswirtschaftslehrerin.

### 20. und 21. Jahrhundert
In den 1920er Jahren wurden erste wissenschaftliche Untersuchungen zur Ernährung und Haushaltsführung durchgeführt. Arbeitsstudien führten unter anderem zu neuen Küchenkonzeptionen, daraus entwickelte sich z. B. die Einbauküche.
In den 1950er, 1960er und 1970er Jahren wurde die Hauswirtschaft durch den technischen Fortschritt erheblich erleichtert: Es kamen elektrische Haushaltsgeräte auf den Markt wie Waschmaschine, Staubsauger, Kühlschrank, Gefrierschrank, Herd zum Kochen und Backen, Geschirrspülmaschine, Bügeleisen, Küchenmaschine, Handrührgerät. Automatisch arbeitende Heizsysteme ersetzten die aufwendig zu bedienenden Ofenheizungen mit Kohle.
Eine Hauswirtschaftsschule im Stil der 1950er Jahre wurde 2006 experimentell für die Dauer von 6 Wochen im Rahmen der Dreharbeiten für die ARD-Fernsehserie Die Bräuteschule 1958 eingerichtet.
In den 1980er Jahren ergriffen ökologische Themen, wie Vollwerternährung, Energieeinsparung, Lebensmittelzusatzstoffe, Recycling von häuslichen Abfallstoffen auch die Hauswirtschaft. Bedingt durch den demographischen Wandel, veränderte Lebensformen (Wegfall der Großfamilie) und Lebensstile (Einzelhaushalten) sind im privaten Haushalt die hauswirtschaftlichen Berufe, wie zum Beispiel Hauswirtschafter und Hauswirtschaftshelfer, bedeutender geworden.
Zunehmend werden auch Männer in den hauswirtschaftlichen Berufsfeldern ausgebildet.
Hauswirtschaftliche Dienstleistungen gehören zu den Kernleistungen sozialer Einrichtungen. Sie orientieren sich an den Bedürfnissen unterschiedlicher Zielgruppen (Schulverpflegung, Senioreneinrichtungen, Tagungsstätten). Hauswirtschaftliche Dienstleistungen können zur Profilierung der Einrichtung beitragen und schaffen damit Wettbewerbsvorteile gegenüber Konkurrenten.
Die Hauswirtschaft ist ein Fachbereich, der sich im Umbruch und in der Neuorientierung befindet. In der Zukunft wird die Zusammenarbeit mit anderen Bereichen, wie z. B. der Altenpflege, Außer-Haus-Verpflegung, Familienbetreuung eine immer größere Bedeutung bekommen.

## Bereiche der Hauswirtschaft

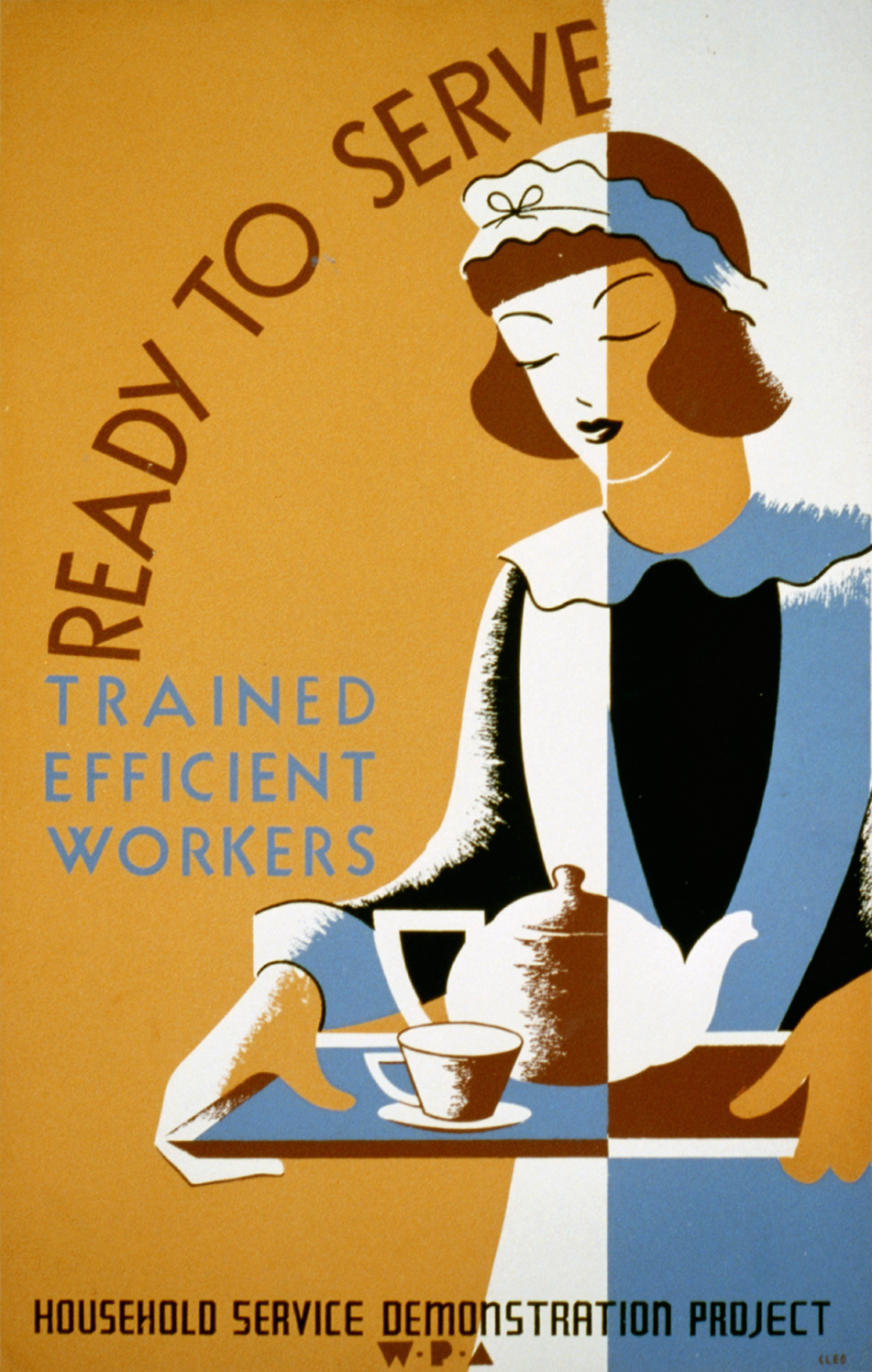
Ein Dienstmädchen (Vereinigte Staaten etwa 1939)

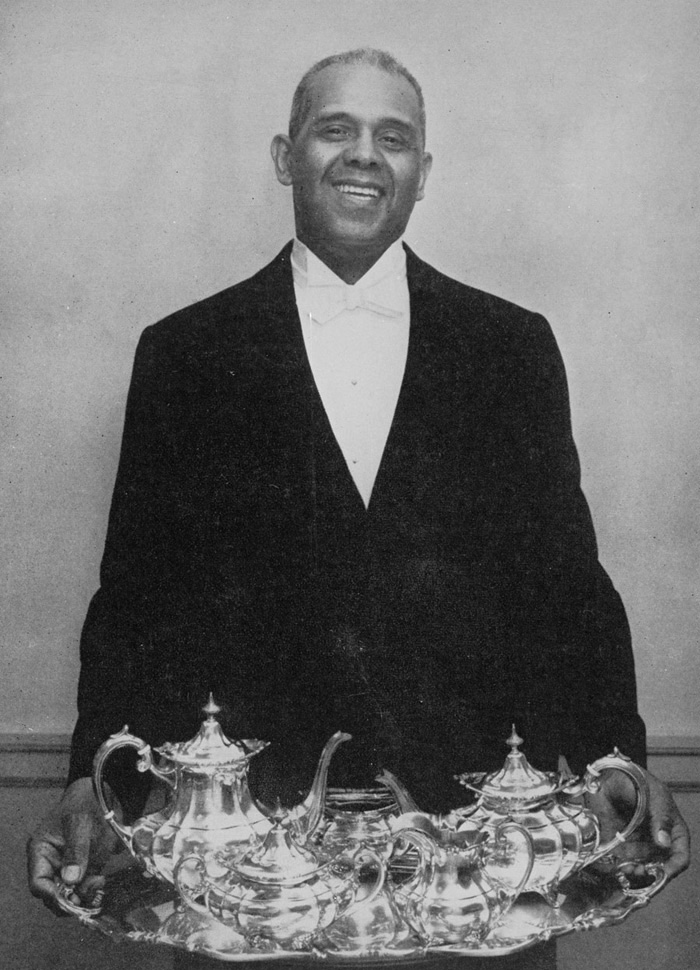
Alonzo Fields, der Kellermeister des White House, Washington, DC

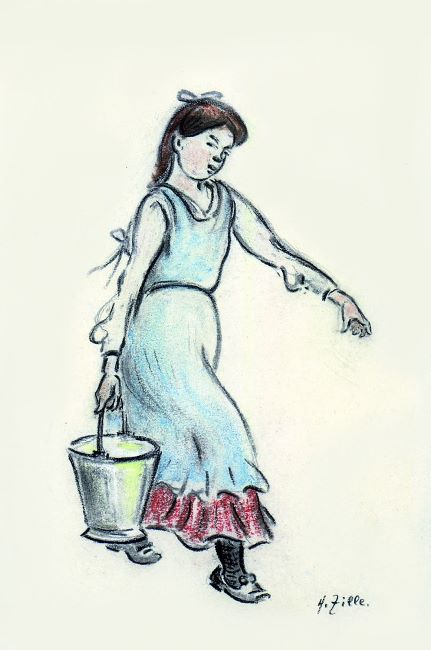
Die Wasserträgerin (von Heinrich Zille)

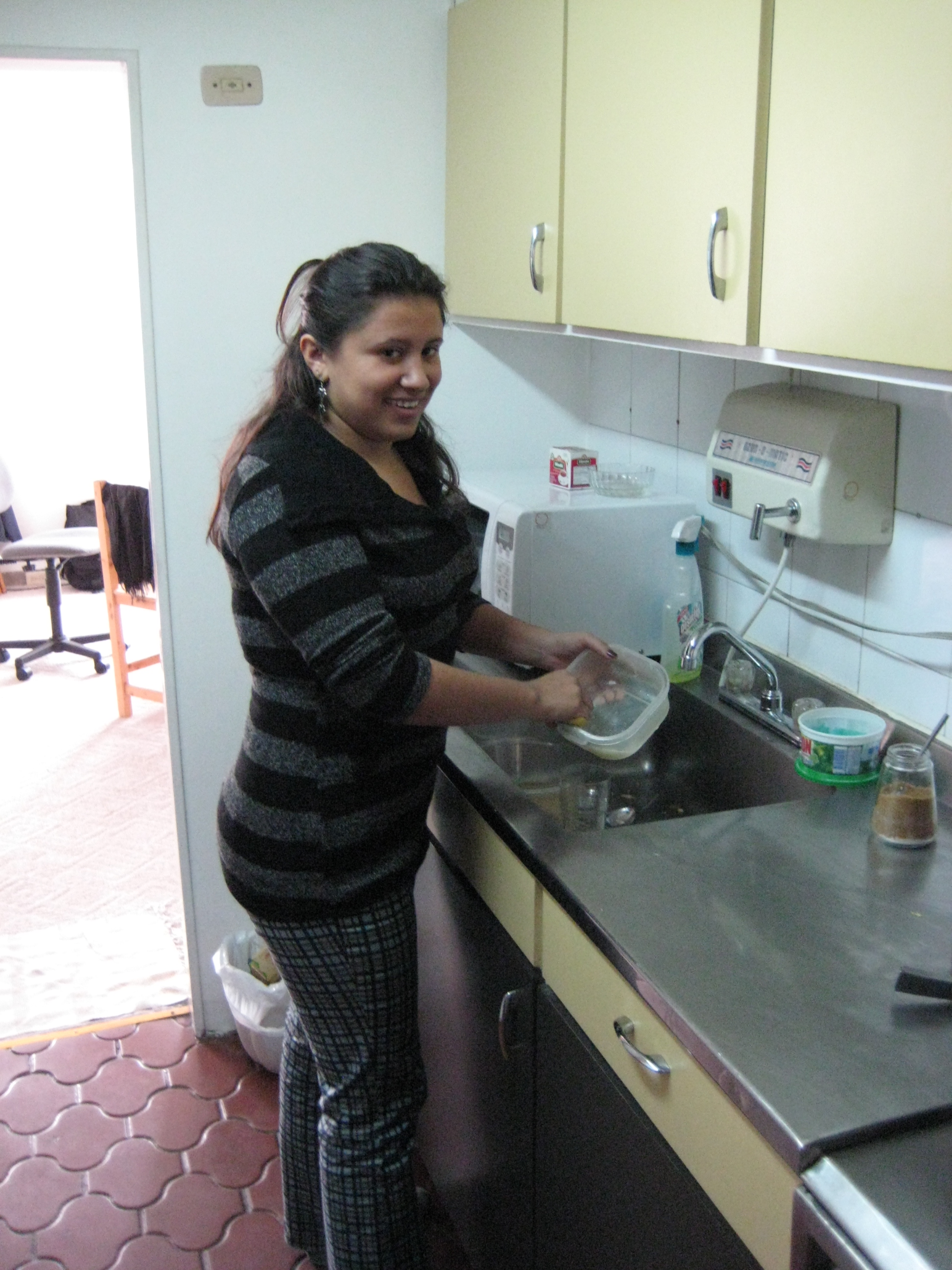
Ein Dienstmädchen (Kolumbien)

- Nahrungszubereitung in der Gemeinschaftsverpflegung unter ernährungsphysiologischen und klientelbezogenen Gesichtspunkten (kindgerechte oder seniorengerechte Ernährung)
- Kundenorientierung (Klientel und Mitarbeiter)
- Betriebsorganisation und Wirtschaftlichkeit
- Einkauf und Lagerhaltung
- Controlling, Inventur, Abrechnung
- Etatplanung und Investitionsmittelplanung
- Einhaltung einschlägiger Gesetze, wie Lebensmittelhygieneverordnung, HACCP (Analyse der kritischen Kontrollpunkte), Arbeitsschutz und Arbeitssicherheit, Umweltschutz
- Arbeitsorganisation, Organisation der Arbeitsabläufe, Zeitmanagement, Mitarbeitermotivation und -führung, Schnittstellenplanung und -überwachung
- Ausbildung von Berufsnachwuchs im Bereich Großküche, Wäscherei und Gebäudereinigung, Weiterbildung
- Beratung und Planung von Großküchen und Wäschereien
- Ausstattung der Bewohner- und Gästeräume
- Überwachung hauswirtschaftlicher Fremdfirmen
- Sozialkompetenz

(Quelle:)

## Hauswirtschaft als Schulfach
Als Unterrichtsfach wird Hauswirtschaft an Haupt-, Real- und Gesamtschulen, Berufsschulen, sowie an Privat- und Fachschulen unterrichtet. Die Fachbezeichnung variiert je nach Schule und Bundesland. Gängige Bezeichnungen sind: Hauswirtschaft, Hauswirtschaftslehre, Arbeitslehre, HTW (Hauswirtschaft/Textiles Werken), MUM (Mensch und Umwelt), WAG (= Wirtschaft-Arbeit-Gesundheit) oder BQM (Berufsqualifizierende Maßnahme) zum Erwerb des Hauptschulabschlusses.
Ein großer Teil der Unterrichtszeit wird mit praktischen Tätigkeiten abgedeckt. Die Schüler werden aktiv auf die Führung eines eigenen Haushaltes vorbereitet. Gleichzeitig erhalten sie Einblicke in die Arbeitswelt bestimmter Berufsgruppen im Ernährungs-, Textil- und (Raum-)Pflegebereich.
Traditionell werden folgende Themenbereiche gelehrt:
- Nahrungszubereitung und Ernährungslehre, umfasst die Vermittlung von Fertigkeiten und Kenntnissen, die dazu befähigen, Personen und Personengruppen (Kinder, Erwachsene, Senioren) aus ernährungsphysiologischer Sicht optimal zu versorgen.
- Betriebsorganisation beinhaltet die Aspekte Wirtschaftlichkeit eines Haushalts (Führen eines Haushaltsbuchs), Hygiene, Arbeitssicherheit, Arbeitsorganisation und umweltbewusstes Handeln, sowie Pflege und Wartung von Wohnbereichen und Textilien
- weitere Aspekte sind Körperpflege, Wäschepflege und Bedienung bzw. Wartung von elektrischen Klein- und Großgeräten

Zeitgemäße Hauswirtschaft ist heute jedoch offener und variiert in den Schulen und je nach Bundesland stärker, neue Themenfelder sind hier je nach Interessenschwerpunkt z. B. auch:
- Vergleichen, Nutzwertanalyse und Erkennen des Preis-Leistungs-Verhältnisses bei Käufen.
- Beeren- und Pilzkunde, gelegentlich auch Grundlagen des Angelns und Gartenanbaus
- Kommunikation und Planung von Nachbarschaftshilfen
- Einfaches Handwerken, z. B. Fahrradreparaturen und Tapezieren
- Beziehungskompass, Erkennen von Suchtanzeichen und Produktivitätsverlusten, Formen des Stalkings, Verantwortungsgefühl und Werten bei Partnern.
- Erste Hilfe
- Allgemeine Fitnessgrundlagen und Messen der Waist-to-Height Ratio
- Erweiterte Computerkenntnisse, Aufbau und Inbetriebnahme eines PCs, Installationen, Router und Netzwerkeinstellungen.

## Hauswirtschaft als akademische Disziplin
Bereits im Kaiserreich war Hauswirtschaft mit den Reifensteiner Schulen auch ein Fach für die höhere Bildung geworden. Eine wichtige Absolventin und Vorreiterin war Käthe Delius (1893–1977), eine frühe Ministerialreferentin für die häusliche Bildung in Preußen und später Direktorin der Bundesforschungsanstalt für Hauswirtschaft.
Im Rahmen der Einführung des Studienganges Ökotrophologie an deutschen Hochschulen im Laufe der 1960er Jahre wurde die Hauswirtschaft als Haushaltswissenschaft als Bestandteil der Ökotrophologie auch akademisch institutionalisiert.
Die Deutsche Gesellschaft für Hauswirtschaft e. V. (dgh) ist eine Fachgesellschaft für den Diskurs zwischen Wissenschaft und Praxis zu allen Themen der Alltagsversorgung und Betreuung von Menschen. Betrachtet werden alle Lebensphasen und Lebenslagen in privaten Haushalten, in neuen Wohnformen und in Betrieben, in denen Menschen leben oder zeitweise versorgt werden. Im Zentrum der Arbeit der dgh stehen hauswirtschaftliche Leistungen als wesentliche Basis für Lebensqualität und Wohlbefinden.
Die elektronische Fachzeitschrift „Hauswirtschaft und Wissenschaft“ publiziert wissenschaftliche Manuskripte aus den Bereichen Haushaltsökonomie, Haushaltstechnik und Sozialmanagement.

## Hauswirtschaftliche Berufe

### Ökotrophologe (Diplom-, BSc, MSc)
Seit der europaweiten Einführung der Bachelor- und Masterstudiengänge lauten die Studienabschlüsse der Haushalts- und Ernährungswissenschaften an den Hochschulen und Universitäten „Bachelor of Science (BSc)“ und „Master of Science (MSc)“ im Fach Ökotrophologie. Auch die Berufsbezeichnungen Ökotrophologe/-in BSc und „Ökotrophologe/in MSc“ sind üblich. Diese haben den früher verliehenen Hochschulabschluss „Diplomökotrophologe/-in (Dipl.oec.troph.)“ abgelöst.
Die Haushaltswissenschaften untersuchen die betriebswirtschaftlichen, technischen und sozialen Aspekte bei der Führung sowohl von Privathaushalten als auch Großhaushalten. Die Ernährungswissenschaften befassen sich mit den ökonomischen, physiologischen und technologischen Grundlagen einer gesunden und vollwertigen Ernährung. Sie grenzen sich von den Disziplinen Lebensmittelchemie und Lebensmitteltechnologie ab.
Ökotrophologen (Diplom-, BSc, MSc) arbeiten vorwiegend in der Lebensmittelindustrie, Qualitätssicherung und -prüfung, Haushalts-, Ernährungs- und Verbraucherberatung, in der Marktforschung, im Journalismus und als Lehrer in der Aus-, Fort- und Weiterbildung.

### Staatlich geprüfter hauswirtschaftlicher Betriebsleiter (HBL)
Die Weiterbildung zum/r hauswirtschaftlichen Betriebsleiter/in ist landesrechtlich geregelt und wird an speziellen Fachschulen, Berufskollegs und Fachakademien angeboten. Daher kann die Abschlussbezeichnung je nach Bundesland unterschiedlich sein.
Weitere gleichartige Berufsbezeichnungen sind:
- staatlich geprüfte/r landwirtschaftlich-hauswirtschaftliche/r Betriebsleiter/in,
- staatlich geprüfte/r Hauswirtschaftsleiter/in (HWL),
- staatlich geprüfte/r Ökotrophologe/in,
- staatlich geprüfte/r Techniker/in für Hauswirtschaft und Ernährung
- Seit dem Schuljahr 2011/2012 wird die Weiterbildung zur Hauswirtschaftlichen Betriebsleiterin (HBL) in allen bayerischen Fachakademien umbenannt in „Staatlich geprüfte/r Betriebswirt/in für Ernährungs- und Versorgungsmanagement“. Dies betrifft die neun Standorte in Augsburg, Konradsreuth/Ahornberg, Miesbach, München, Neumarkt, Nürnberg, Regensburg, Vilshofen bei Passau und Würzburg. Die Namen der Fachakademien werden dann ab 2012/2013 ebenfalls dem neuen Titel „Ernährungs- und Versorgungsmanagement“ angepasst, doch einige haben schon zum Schulstart ihren Titel geändert oder lassen beide Begriffe parallel laufen. Damit einher geht die Umstellung ab dem zweiten Jahr der Weiterbildung in eine Vertiefung der Lehrinhalte wie Qualitätssicherung und Hygiene, die von den Schulen individuell angesetzt werden können. Der Lehrplan für das zweite Schuljahr wird derzeit noch erarbeitet. Betroffen ist von diesem neuen Namen nur der schulische Bereich, die Erstausbildung zur Hauswirtschafterin wird vorerst unter dem Namen weitergeführt.

- Auch in Hamburg und Thüringen wurden die HBLs umbenannt, somit gibt es drei neue Bezeichnungen:
- Thüringen: Staatlich geprüfte/r Betriebswirt/in für Hauswirtschaft (seit 2009, zweijährig)
- Hamburg: Staatlich geprüfte/r Betriebswirt/in Fachrichtung Hauswirtschaftliche Dienstleistungen (seit August 2011, dreijährig)
- Bayern: Staatlich geprüfte/r Betriebswirt/in für Ernährungs- und Versorgungsmanagement (seit September 2011, dreijährig).

Die Ausbildung dauert in der Regel zwei Jahre in Vollzeit (in einigen Bundesländern drei Jahre) und erfordert mindestens einen mittleren Schulabschluss (Realschulabschluss) sowie die Abschlussprüfung zum/r staatlich geprüfte/r Assistent/in der Hauswirtschaft.
Während der Ausbildung werden folgende Inhalte vermittelt:
- Allgemeinbildende Fächer: Deutsch, Englisch, Mathematik, Informationstechnik,
- Sozialkunde und Verbraucherschutz
- Ernährung und Haushaltsmanagement:
  - Ernährung und Gesundheit, Nahrungszubereitung, Service unter Berücksichtigung der Hygienegesetze (Lebensmittelhygieneverordnung, HACCP)
  - Objektgestaltung und Gerätetechnik, wie z. B. bauliche und gerätetechnische Anforderungen an Großküchen und Wäschereien unter Berücksichtigung von Ergonomie, Arbeitssicherheit und Umweltschutz
  - Gebäudereinigung bzw. Objektreinigung
  - Textilien und Wäscheversorgung
  - in der landwirtschaftlichen Ausbildung kommen noch Agrarproduktion, Direktvermarktung und Hausgarten hinzu
- Führungsmanagement:
  - Betriebslehre, Rechnungswesen und Controlling
  - Qualitätsmanagement und Marketing
  - Berufsbildung und Personalwirtschaft
  - Betriebsorganisation, Projektmanagement

Der/die hauswirtschaftliche/r Betriebsleiter/in übernimmt Management- und Führungsaufgaben. Er/sie entwickelt Leistungsangebote und Betriebsabläufe und koordiniert deren Umsetzung, die betriebswirtschaftliche Organisation des Einkaufs, der Großküche, der Wäscherei, der Näherei, der Gebäudereinigung, Personaleinsatzplanung und Personalführung. Er/sie erstellt Speisepläne unter Berücksichtigung ernährungsphysiologischer Aspekte.
Außerdem ist er/sie für die Ausbildung von Berufsnachwuchs verantwortlich. Bei einer Mitgliedschaft in einem Berufsverband oder einer Gewerkschaft kann eine staatliche Berufung zum/zur ehrenamtlichen Prüfer/-in von Hauswirtschaftern und Hauswirtschaftshelfern bei den Zwischen- und Abschlussprüfungen erfolgen.
Folgende Zusatzqualifikationen können unter anderem erworben werden:
- Studium der Betriebswirtschaft, der Ökotrophologie oder der Lebensmitteltechnologie
- Ausbildung zum Qualitätsmanagementbeauftragten, zum Auditor, zum Qualitätsmanager, zur Hygienebeauftragten und zum Desinfektor oder zum Arbeitssicherheitsbeauftragen
- sonderpädagogische Zusatzqualifikation.

### Meister der Hauswirtschaft
Voraussetzung: staatlich geprüfte/r Hauswirtschafter/in und danach mindestens zwei Jahre Berufspraxis in der Hauswirtschaft oder fünf Jahre Berufspraxis auf Meisterniveau.
Qualifikationsschwerpunkte sind:
- hauswirtschaftliche Versorgungs- und Betreuungsleistungen
- Betriebs- und Unternehmensführung
- Mitarbeiterführung und Berufsausbildung.

Mit bestandener Meisterprüfung wird die fachliche Ausbildereignung erworben. Diese Bezeichnung wurde erstmals 1926 von Olga Friedemann in Königsberg (Preußen) eingeführt.

### Staatlich geprüfter Assistent der Hauswirtschaft
Voraussetzung: zweijährige Ausbildung zur Helfer/in für Ernährung und Versorgung (Hauswirtschaftshelfer/in). Die Ausbildung findet in einer Fachschule statt und dauert ein Jahr inklusive Praktika. Während der Ausbildung wird die Fachhochschulreife erworben (gilt für Baden-Württemberg). Weiterbildung zum hauswirtschaftlichen Betriebsleiter möglich (3 Jahre).

### Staatlich geprüfter Fachhauswirtschafte (FHW)
Diese Berufsausbildung ist nach § 53 Berufsbildungsgesetz auf Bundesebene eine Fortbildung in der Hauswirtschaft. Voraussetzung: Erstausbildung zum/zur staatlich geprüfte/r Hauswirtschafter/in und zwei Jahre Berufspraxis oder alternativ eine mindestens sechsjährige Berufserfahrung im Berufsbild des/der Fachhauswirtschafter/in.
Die Ausbildung erfolgt im dualen System, d. h. die Fachinhalte werden sowohl schulisch als auch fachpraktisch in Senioreneinrichtungen vermittelt. Die hauswirtschaftlichen Kompetenzen wie Verpflegung, Textilpflege, Reinigung und Betreuung werden vertieft. Hinzu kommen pflegerische Kompetenzen wie grundpflegerische Maßnahmen, Alltags- und Milieugestaltung, sowie Beratung und Anleitung von Senioren.
Der/die Fachhauswirtschafter/-in grenzt sich von Kernprozessen der Pflege ab, ergänzt sie jedoch in der hauswirtschaftlichen Versorgung, der sozialen Betreuung und der Grundpflege. Er/sie arbeitet vorwiegend in Senioreneinrichtungen und in der häuslichen Seniorenbetreuung.

### Dorfhelfer
Die Weiterbildung ist landesrechtlich geregelt und umfasst maximal zwei Jahre und enthält Praxiserfahrung und Praktika in landwirtschaftlichen Betrieben, im Kindergarten, in der Alten- und Säuglingspflege und in der Tierhaltung. Voraussetzung: staatlich geprüfte/r Hauswirtschafter/in und zum Teil Berufserfahrung. Die Weiterbildung kann in Teilzeit beispielsweise an der Akademie für Landbau und Hauswirtschaft in Baden-Württemberg oder am evangelischen Dorfhelferinnenseminar in Niedersachsen absolviert werden. In Bayern findet die Weiterbildung in Vollzeit (Bayern) durch eine Kooperation an zwei Standorten statt: Katholischen Fachschule für Dorfhelferinnen und Dorfhelfer in Neuburg an der Donau und der Dr. Eisenmann-Landwirtschaftsschule in Pfaffenhofen a.d.Ilm. Die Weiterbildung umfasst Fächer, wie:
- hauswirtschaftliches Management
- Versorgungsleistungen
- Ernährungslehre
- Pädagogik und Psychologie
- Betreuungsleistungen, Sozialwesen
- Gesundheitslehre und häusliche Pflege
- Berufs- und Rechtskunde
- Unternehmensführung in der Landwirtschaft
- Hausgartenbau
- Informationstechnik
- betriebliche Kommunikation
- Betriebswirtschaftslehre
- Wahlpflichtbereich: Ethik oder Religionslehre sowie Kunst- oder Werkerziehung[21]

Dorfhelferinnen und Dorfhelfer übernehmen Aufgaben in der Hauswirtschaft, der Pflege, der Erziehung und der Landwirtschaft. Einsatzort sind Haushalte oder landwirtschaftliche Betriebe, bei denen die Hausfrau oder der Hausmann krankheitsbedingt für eine bestimmte Zeit ausfällt. In der Regel als Angestellte/r von Dorfhelferdiensten, Sozialstationen oder Wohlfahrtsverbänden in der Familien- und Altenpflege und in der Behindertenarbeit.

### Hauswirtschafter(Schweiz: Fachfrau/Fachmann Hauswirtschaft)
Voraussetzung: Hauptschulabschluss sowie Freude an hauswirtschaftlichen Tätigkeiten, am praktischen Arbeiten, am Umgang mit Menschen, am Organisieren und kreativ Arbeiten. Die Ausbildung dauert drei Jahre und findet entweder vollschulisch in einer Berufsfachschule mit Praktika oder im dualen System statt.
Die duale Ausbildung erfolgt im ersten Jahr an einer Berufsschule, an der Grundfertigkeiten gelehrt werden, und im zweiten und dritten Jahr findet die Ausbildung vorwiegend in Betrieben, wie z. B. in Einrichtungen für Kinder, Jugendliche und Senioren statt. An einigen Tagen findet der Unterricht in der Berufsschule statt.
Das Berufsbildungsgesetz sieht die Möglichkeit der Teilnahme an einer externen Prüfung zum/zur staatlich geprüften Hauswirtschafter/in unter der Bedingung vor, dass mindestens 4,5 Jahre ein Mehrpersonenhaushalt selbständig geführt wurde (§ 45 Abs. 2 Berufsbildungsgesetz, Zulassung in besonderen Fällen). In den Prüfungen werden Fragen zu verschiedenen Arbeitsfeldern der Hauswirtschaft gestellt (z. B. Altenheim, Gemeinschaftsverpflegung, Privathaushalte).
Nach der Ausbildung kann der/die Hauswirtschafter/in sich auch zum/r Dorfhelfer/in, zum/r Fachhauswirtschafter/in und in den höheren Qualifikationen weiterbilden.
Schweiz:
Die dreijährige Grundbildung zur Fachfrau/Fachmann Hauswirtschaft EFZ (eidgenössisches Fähigkeitszeugnis) wird im dualen System angeboten. Trägerin der Grundbildung ist die Dachorganisation OdA Hauswirtschaft Schweiz. Ausbildungsorte sind vor allem Grosshaushalte wie Heime, Spitäler, Hotels. Berufsfachschulunterricht erfolgt regelmäßig an einem Tag pro Woche. Überbetriebliche Kurse (obligatorisch) werden von den regionalen Organisationen der Arbeitswelt (OdA) durchgeführt.

### Fachpraktiker/in für Hauswirtschaft (Schweiz: Hauswirtschaftpraktikerin/Hauswirtschaftspraktiker)
Voraussetzung: Jugendliche, die einen sonderpädagogischen Förderbedarf haben und z. B. keinen Hauptschulabschluss nachweisen können. Die Ausbildungsfähigkeit sowie der sonderpädagogische Förderbedarf werden von der Berufsberatung der Bundesagentur für Arbeit bestätigt.
Die Ausbildung dauert drei Jahre und wird in dualer Form angeboten. Die duale Ausbildung findet wöchentlich an vier Tagen in betrieblicher Ausbildung und an einem Tag in einer Berufsschule statt. Im dritten Ausbildungsjahr werden sechs Monate in der Schwerpunktausbildung im Bereich
- Nahrungszubereitung: Zubereiten von Speisen und Getränken, Eindecken und Dekorieren von Tischen, Anrichten von Speisen und deren Verteilung, Ernährungs- und Nahrungsmittellehre oder
- Hausreinigung und Entsorgung: Reinigen und Pflegen von Räumen, Einrichtungsgegenständen und Arbeitsplätzen, umweltgerechte Abfallentsorgung, Blumenpflege oder
- Wäschereinigung und- instandhaltung: Vorbereiten, Waschen und Bügeln von Wäscheteilen und Kleidung, Instandhaltung von Textilien verbracht.

Mit dem Abschluss der Ausbildung wird der Hauptschulabschluss erworben. Eine Weiterqualifizierung zu den oben genannten hauswirtschaftlichen Berufen ist möglich.

### Assistent und Betriebswirt für Ernährungs- und Versorgungsmanagement
In Bayern und am Berliner Lette-Verein wird die drei- bzw. zweijährige Ausbildung angeboten. Dabei spielen Gemeinschaftsverpflegung, Großküchenbetrieb und moderne Qualitätsstandards eine zentrale Rolle.
Schweiz:
Die zweijährige Grundbildung mit Attest Hauswirtschaftspraktikerin/Hauswirtschaftspraktiker EBA (eidgenössisches Berufsattest) wird in Grosshaushalten wie Heimen, Spitälern und Hotels angeboten. Ein Einstieg in das zweite Lehrjahr Fachfrau/Fachmann Hauswirtschaft ist nach erfolgreicher Abschlussprüfung möglich. Berufsfachschulunterricht erfolgt regelmäßig. Trägerin der Grundbildung ist die OdA Hauswirtschaft Schweiz. Die obligatorischen überbetrieblichen Kurse werden von den regionalen OdAs durchgeführt.

## Berufsverbände
Die Berufsverbände bieten vielseitige Fortbildungen an.
- Berufsverband Hauswirtschaft e. V. (frühere Bezeichnung: Berufsverband hauswirtschaftlicher Fach- und Führungskräfte – bhf)

Die Aufgabe des Verbandes ist es, hauswirtschaftliche Professionalität zu fördern und zu kommunizieren. Der Verband setzt sich für die beruflichen, wirtschaftlichen und sozialen Interessen seiner Mitglieder ein, leistet Öffentlichkeits- sowie Lobbyarbeit und vertritt fachpolitische Positionen.
Mitglieder sind hauswirtschaftliche Fach- und Führungskräfte, die im hauswirtschaftlichen Dienstleistungsbereich von Einrichtungen der Alten-, Behinderten-, Kinder- und Jugendhilfe, Krankenhäusern und Kurkliniken, Bildungszentren, Einrichtungen der Gemeinschaftsverpflegung sowie bei Dienstleistungsunternehmen tätig sind.
Landesverbände gibt es in Baden-Württemberg, Bayern, Berlin-Brandenburg, Hessen, Nordrhein-Westfalen, Rheinland-Pfalz/Saarland, Schleswig-Holstein/Hamburg. 30 regionale Gruppen bieten Erfahrungsaustausch und fachliche Fortbildung.
- Bundesverband hauswirtschaftlicher Berufe MdH e. V. mit verschiedenen Landesverbänden[27]
- DHB – Netzwerk Haushalt. Berufsverband der Haushaltführenden e. V. mit über 200 Ortsverbänden[28]
- Deutsche Gesellschaft für Hauswirtschaft e. V. (dgh), Dachverband für über 20 hauswirtschaftliche und berufsbildende Verbände in Deutschland.[29]
- VDOe Berufsverband Oecotrophologie e. V.; Der Verband vertritt Oecotrophologen, Haushalts-, Ernährungs- und Lebensmittelwissenschaftler (mit einem Diplom, Bachelor oder Master als Studienabschluss) in Deutschland und hat etwa 4200 Mitglieder[30]
- Berufsverband Katholischer Arbeitnehmerinnen in der Hauswirtschaft in Deutschland (bkh e. V.)[31]

Als Dachverband für die professionelle Hauswirtschaft, auch für die Berufsverbände, agiert seit 2016 der Deutsche Hauswirtschaftsrat.